# Bò 7 món
 (juillet 2017).

Bò 7 món.

Le bò bảy món, ou bò 7 món (littéralement « sept plats de bœuf » en vietnamien) est une sélection de plats de bœuf dans la cuisine vietnamienne. Des repas à plusieurs services tels que le bò 7 món sont représentatifs du haut niveau de la cuisine vietnamienne.
Généralement, de la viande hachée roulée en boule ou coupée en morceaux est grillée. Les plats typiques, du premier au dernier sont les suivants :
1. Gỏi bò : une salade de carottes marinées, du daikon mariné et une salade de céleri avec de fines lanières de bœuf dans du nước mắm (sauce de poisson).
2. Bò chả đùm : galettes de bœuf haché cuites à la vapeur et servies avec des chips de crevettes.
3. Bò nhúng dấm : tranches de viande de bœuf crue à cuire dans une fondue vinaigrée.
4. Bò nướng mỡ chài : saucisses faites à partir de bœuf haché grillé, enveloppées dans de la crépine.
5. Bò lá lốt : viande hachée grillée enveloppée dans une feuille de lolot (très similaire à une feuille de vigne).
6. Bò nướng hành : lanières de bœuf grillées et enroulées autour d'un morceau d'échalote.
7. Cháo bò : congee de viande de bœuf.

Les morceaux de bœuf cuits sont ensuite enveloppés avec des galettes de riz, une variété d'herbes (rau sống), de la laitue, des concombres et des carottes, puis trempées dans du mắm nêm. Cette sauce est à base d'anchois et a une saveur douce et piquante, en raison de l'ananas qui est souvent ajouté. Un plat semblable, mais moins populaire s'appelle Cá 7 Món (littéralement « sept plats de poisson »).